# Fritz Feßmann
Fritz Fessmann ou Fritz Feßmann, né le 25 décembre 1913 à Urbach et mort au combat le 11 octobre 1944 à Sovetsk, est un militaire allemand, officier durant la Seconde Guerre mondiale.
Il a été décoré à titre posthume de la croix de chevalier de la croix de fer avec feuilles de chêne et glaives.